# Tunnel de Saverne
Der Tunnel de Saverne ist ein 4020 Meter langer, 2015 fertiggestellter Eisenbahntunnel in Frankreich, in dem die Gleise der Schnellfahrstrecke LGV Est européenne den Hauptkamm der Vogesen unterqueren.

## Ausgangslage
Seit Juni 2007 verkehren Hochgeschwindigkeitszüge von Paris über die LGV Est européenne in Richtung Ostfrankreich. Deren erster Bauabschnitt endet im lothringischen Baudrecourt. Züge Richtung Elsass benutzen von dort aus die Gleise der Bahnstrecke Paris–Strasbourg. Insbesondere deren kurvenreiche Vogesenquerung erlaubt keine hohen Geschwindigkeiten. Daher verbindet ein zweiter, 106 Kilometer langer Streckenabschnitt der Schnellfahrstrecke Baudrecourt mit Vendenheim vor den Toren Straßburgs. Im Zuge dessen wurde auch der Tunnel de Saverne gebaut. Das westliche Portal liegt bei Streckenkilometer 372, das östliche bei Streckenkilometer 376. Der Tunnel verläuft in einer 1,9-prozentigen Steigung von Ost nach West ansteigend.

## Planung und Bau

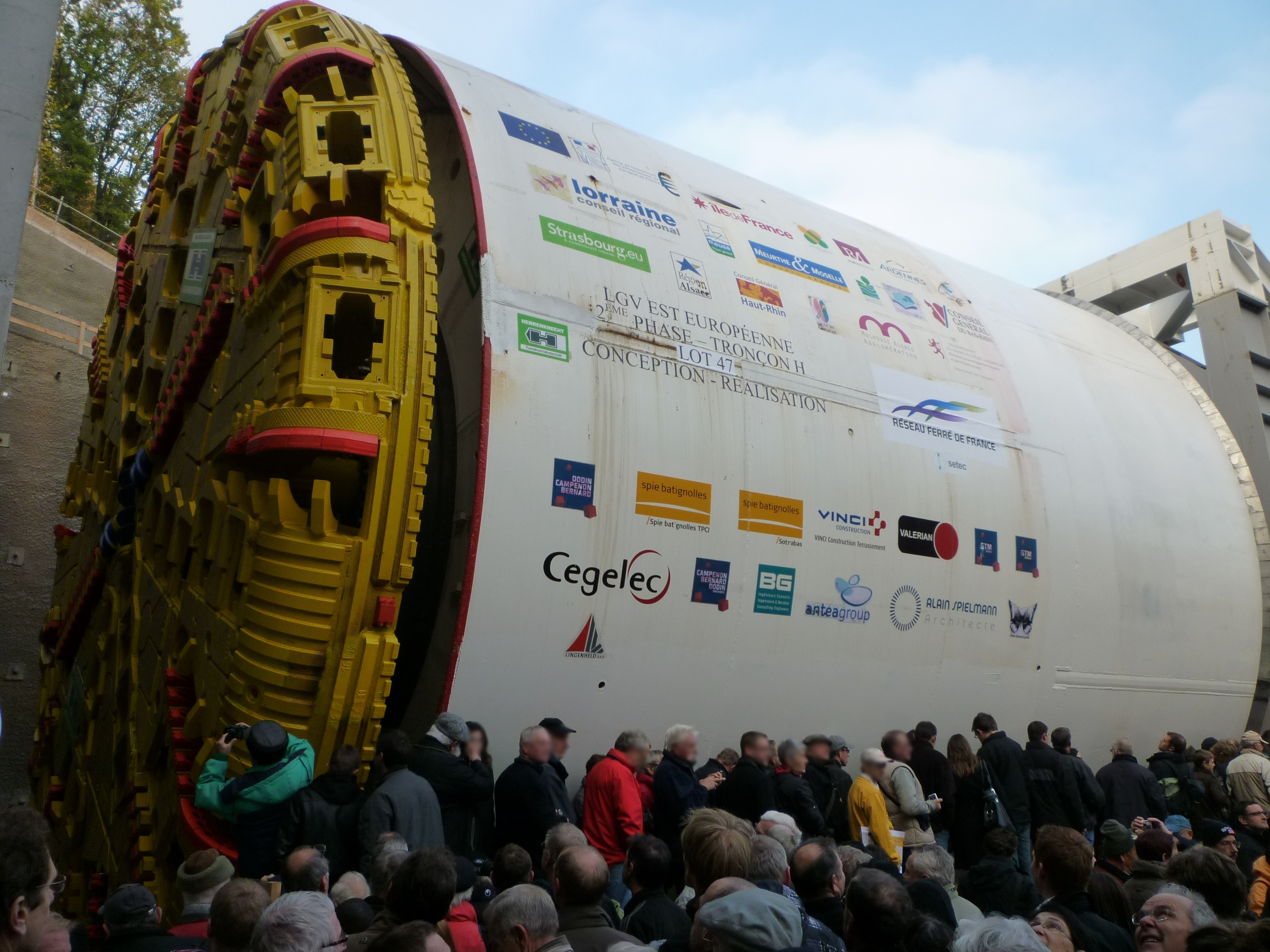
Die Tunnelbohrmaschine bei einem Tag der offenen Tür vor ihrer Inbetriebnahme

Geplant wurde ein Tunnel, der nördlich der namensgebenden Stadt Saverne parallel zur Autoroute A4 verläuft. Ende 2009 begann ein Ausschreibungsverfahren, bei dem fünf Unternehmen zur Teilnahme aufgefordert wurden. Die Vergabe sollte ursprünglich Ende 2010, der Baustart Anfang 2011 erfolgen. Tatsächlich vergab RFF die Arbeiten Mitte September 2010. Im Zuge dieses Verfahrens wurde auch endgültig geklärt, dass der Tunnel mit zwei Röhren ausgeführt wird. Auch das eigentliche Bauverfahren wurde festgelegt. Der Tunnel ist für eine Geschwindigkeit von 320 km/h ausgelegt. Im März 2011 wurde der Herbst des Jahres 2011 als Termin für den Baubeginn bekannt gegeben. Baustart war schließlich am 20. Oktober 2011. Gebaut wird der Tunnel mit einer Tunnelbohrmaschine mit einem Durchmesser von 10,07 Metern, er wird mit Tübbingen als Innenschale ausgestattet. Hersteller der Tunnelbohrmaschine ist die Firma Herrenknecht. Die Röhren sollen von Ost nach West aufgefahren werden. Die Vortriebsgeschwindigkeit liegt bei 20 Metern pro Tag. Der Tunnel soll 185 Millionen Euro kosten. Im Juni 2012 war die erste der beiden Röhren ausgebrochen. Ende September 2012 begann der Vortrieb für die zweite Röhre. Dabei wurden innerhalb eines Monates mehr als 1000 m ausgebrochen, was einer Tagesleistung von 34 m entspricht. Am 25. Februar 2013 war auch die zweite Tunnelröhre komplett ausgebrochen. Die zwei Röhren haben einen Abstand von 15 bis 30 m, über sieben Querstollen werden sie miteinander verbunden.